# ویل گلدفارب
ویل گلدفارب (انگلیسی: Will Goldfarb؛ زادهٔ ۲۴ ژوئن ۱۹۷۵) نویسنده، سرآشپز و کارآفرین اهل ایالات متحده آمریکا است که ساکن و شاغل در بالی اندونزی است که رستورانش در فهرست ۵۰ رستوران برتر جهان به انتخاب باری کالبه در سال ۲۰۲۱ به عنوان بهترین شیرینی‌پز جهان انتخاب شد و یکی از پیشگامان منوهای مبتنی بر دسر و شیرینی به حساب می‌آید. رستوران او و همسرش ماریا که «روم۴دِزرت» (به معنای: اتاقی برای دسر) نام دارد، در شهر اوبود بالی واقع شده‌است. او یکی از ۴ شیرینی‌پز و قنادی بود که در ویژه‌برنامهٔ شفز تیبل: شیرینی‌پزی نتفلیکس معرفی شد.